# Neujahrskonzert der Wiener Philharmoniker 1941

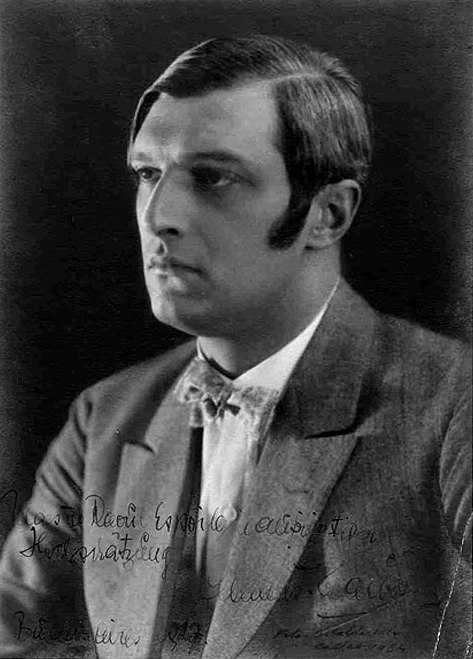
Clemens Krauss (1915)

Die Philharmonische Akademie vom 1. Jänner 1941 im Goldenen Saal des Wiener Musikvereins gilt zum einen als das Neujahrskonzert der Wiener Philharmoniker 1941 und andererseits in der Zählweise der Wiener Philharmoniker als das erste Neujahrskonzert der Wiener Philharmoniker, auch wenn dieser Titel erst nach 1945 im neuen und demokratisch ausgerichteten Weg mit dem Neujahrskonzert der Wiener Philharmoniker 1946 durch Josef Krips eingeführt wurde. Dirigiert wurde die Philharmonische Akademie von Clemens Krauss.

## Zusammenfassung
Streng genommen war die Philharmonische Akademie am 1. Jänner 1941 kein Neujahrskonzert der Wiener Philharmoniker, denn erst Josef Krips führte 1946 diesen Titel ein, der fortan beibehalten wurde. Gleichwohl knüpft die Zählung des Orchesters nicht an die demokratische Nachkriegstradition unter Krips an, sondern bezieht die „NS-Konzerte“ der Philharmonischen Akademien der Jahre 1941–1945 unter Krauss mit ein und beginnt mit der Zählung mit diesem Konzert von 1941. Überdies war es das zweite Konzert zum Jahreswechsel, denn zur Jahreswende 1939/40 gab es bereits ein Außerordentliches Konzert der Wiener Philharmoniker, welches allerdings am Silvesterabend 1939 stattfand und ebenfalls von Clemens Krauss geleitet wurde.

## Programm derPhilharmonischen Akademie

### Konzertprogramm
1. Josef Strauss: Frauenwürde, Walzer, op. 277
2. Josef Strauss: Moulinet-Polka, Polka française, op. 57
3. Josef Strauss: Eingesendet, Polka schnell, op. 240
4. Johann Strauss (Sohn): Wiener Blut, Walzer, op. 354
5. Johann Strauss (Sohn): Demolirer-Polka, op. 269
6. Johann Strauss (Sohn): Éljen a Magyar!, Polka schnell, op. 332
7. Johann Strauss (Sohn): Ouvertüre zur Operette Der Zigeunerbaron
8. Johann Strauss (Sohn): Russischer Marsch, op. 426
9. Johann Strauss (Sohn): I Tipferl-Polka, Polka française, op. 377
10. Johann Strauss (Sohn): Rosen aus dem Süden, Walzer, op. 388
11. Johann Strauss (Sohn) und Josef Strauss: Pizzicato-Polka*
12. Johann Strauss (Sohn): Perpetuum mobile, musikalischer Scherz, op. 257*

Werkliste und Reihenfolge sind der Website der Wiener Philharmoniker entnommen.
Lediglich die mit * gekennzeichneten Werke wurden aus dem Außerordentlichen Konzert der Wiener Philharmoniker 1939 übernommen, das Programm war ansonsten mit völlig neuen Werken gestaltet worden.

## Besetzung (Auswahl)
- Clemens Krauss, Dirigent
- Wiener Philharmoniker